# Цзялинцзян
Цзялинцзя́н (кит. 嘉陵江) — река в Китае, левый приток реки Янцзы, протекает по территории провинций Шэньси, Ганьсу и Сычуань в центральной части страны.
Длина реки составляет 1119 км, площадь бассейна — около 160 тыс. км². Средний расход воды — около 2100 м³/с.
Цзялинцзян зарождается на южных склонах хребта Циньлин, далее пересекает Сычуаньскую котловину. Генеральным направлением течения реки является юг. В устье реки Цзялинцзян расположен крупный город Чунцин.
Притоки: Байлунцзян, Фуцзян, Цюйцзян, Сихэ, Дунхэ, Сиханьшуй, Юннинхэ.
Воды реки активно используются для орошения.
Судоходна от города Наньчун.